# Contee del Mississippi

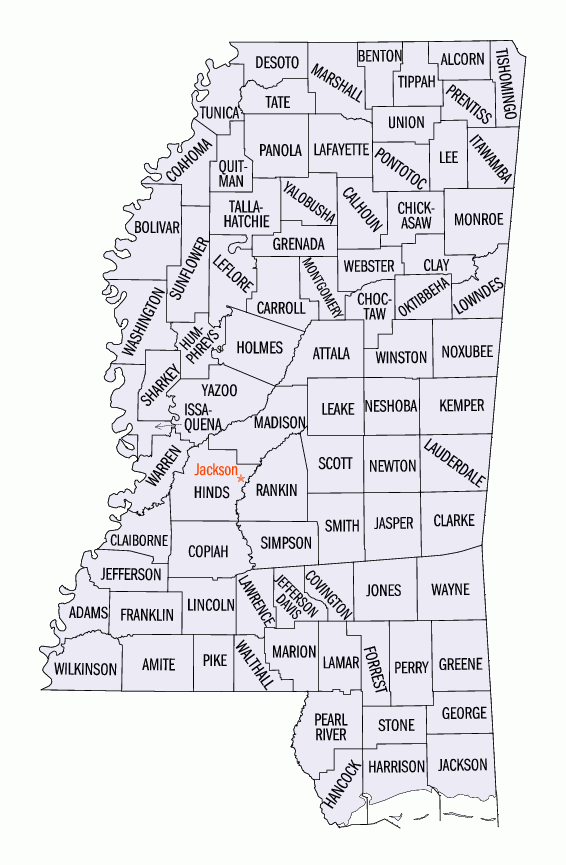
Contee del Mississippi

Lista delle 82 contee del Mississippi, negli Stati Uniti d'America:
1. Adams
2. Alcorn
3. Amite
4. Attala
5. Benton
6. Bolivar
7. Calhoun
8. Carroll
9. Chickasaw
10. Choctaw
11. Claiborne
12. Clarke
13. Clay
14. Coahoma
15. Copiah
16. Covington
17. DeSoto
18. Forrest
19. Franklin
20. George
21. Greene
22. Grenada
23. Hancock
24. Harrison
25. Hinds
26. Holmes
27. Humphreys
28. Issaquena
29. Itawamba
30. Jackson
31. Jasper
32. Jefferson
33. Jefferson Davis
34. Jones
35. Kemper
36. Lafayette
37. Lamar
38. Lauderdale
39. Lawrence
40. Leake
41. Lee
42. Leflore
43. Lincoln
44. Lowndes
45. Madison
46. Marion
47. Marshall
48. Monroe
49. Montgomery
50. Neshoba
51. Newton
52. Noxubee
53. Oktibbeha
54. Panola
55. Pearl River
56. Perry
57. Pike
58. Pontotoc
59. Prentiss
60. Quitman
61. Rankin
62. Scott
63. Sharkey
64. Simpson
65. Smith
66. Stone
67. Sunflower
68. Tallahatchie
69. Tate
70. Tippah
71. Tishomingo
72. Tunica
73. Union
74. Walthall
75. Warren
76. Washington
77. Wayne
78. Webster
79. Wilkinson
80. Winston
81. Yalobusha
82. Yazoo